# 200 mètres masculin aux championnats du monde d'athlétisme 2015
Pour un article plus général, voir Championnats du monde d'athlétisme 2015.
Navigation
Moscou 2013 Londres 2017
L'épreuve du 200 mètres masculin des championnats du monde de 2015 a eu lieu les 25, 26 et 27 août 2015 dans le Stade national de Pékin. Elle est remportée par le Jamaïcain Usain Bolt.

## Records et performances
Les records du 200 m hommes (mondial, des championnats et par continent) étaient avant les championnats 2013 les suivants.
| Record du monde           | Usain Bolt       | Jamaïque  | 19 s 19 | Berlin   | 20 août 2009      |
| Record des championnats   | Usain Bolt       | Jamaïque  | 19 s 19 | Berlin   | 20 août 2009      |
| Record d'Afrique          | Frank Fredericks | Namibie   | 19 s 68 | Atlanta  | 1er août 1996     |
| Record d'Asie             | Shingo Suetsugu  | Japon     | 20 s 03 | Yokohama | 7 juin 2003       |
| Record d'Amérique du Nord | Usain Bolt       | Jamaïque  | 19 s 19 | Berlin   | 20 août 2009      |
| Record d'Amérique du Sud  | Alonso Edward    | Panama    | 19 s 81 | Berlin   | 20 août 2009      |
| Record d'Europe           | Pietro Mennea    | Italie    | 19 s 72 | Mexico   | 12 septembre 1979 |
| Record d'Océanie          | Peter Norman     | Australie | 20 s 06 | Mexico   | 15 octobre 1968   |

## Faits marquants
Usain Bolt conserve son titre mondial acquis à Moscou en 2013. Il remporte donc son quatrième titre mondial consécutif devant le favori américain Justin Gatlin.

## Médaillés
| Or         | Argent        | Bronze          |
| Usain Bolt | Justin Gatlin | Anaso Jobodwana |

## Résultats

### Finale
| Rang               | Athlète         | Temps   | Réaction | Note |
| ------------------ | --------------- | ------- | -------- | ---- |
| Médaille d'or      | Usain Bolt      | 19 s 55 | 0 s 147  | WL   |
| Médaille d'argent  | Justin Gatlin   | 19 s 74 | 0 s 161  |      |
| Médaille de bronze | Anaso Jobodwana | 19 s 87 | 0 s 154  | NR   |
| 4                  | Alonso Edward   | 19 s 87 | 0 s 170  | SB   |
| 5                  | Zharnel Hughes  | 20 s 02 | 0 s 119  | PB   |
| 6                  | Ramil Guliyev   | 20 s 11 | 0 s 180  |      |
| 7                  | Femi Ogunode    | 20 s 27 | 0 s 198  |      |
| 8                  | Nickel Ashmeade | 20 s 33 | 0 s 132  |      |

### Demi-finales
Qualification : les deux premiers de chaque série (Q) et les deux meilleurs temps suivants (q).
| Rang | Série | Nom                         | Nationalité            | Temps | Notes |
| ---- | ----- | --------------------------- | ---------------------- | ----- | ----- |
| 1    | 2     | Justin Gatlin               | États-Unis             | 19.87 | Q     |
| 2    | 3     | Usain Bolt                  | Jamaïque               | 19.95 | Q, SB |
| 3    | 3     | Anaso Jobodwana             | Afrique du Sud         | 20.01 | Q, PB |
| 4    | 2     | Alonso Edward               | Panama                 | 20.02 | Q     |
| 5    | 2     | Femi Ogunode                | Qatar                  | 20.05 | q, NR |
| 6    | 3     | Ramil Guliyev               | Turquie                | 20.10 | q     |
| 7    | 1     | Zharnel Hughes              | Royaume-Uni            | 20.14 | Q     |
| 7    | 3     | Miguel Francis              | Antigua-et-Barbuda     | 20.14 |       |
| 9    | 1     | Nickel Ashmeade             | Jamaïque               | 20.19 | Q     |
| 10   | 1     | Churandy Martina            | Pays-Bas               | 20.20 | SB    |
| 11   | 1     | Likoúrgos-Stéfanos Tsákonas | Grèce                  | 20.22 |       |
| 12   | 3     | Roberto Skyers              | Cuba                   | 20.23 |       |
| 13   | 3     | Daniel Talbot               | Royaume-Uni            | 20.27 | PB    |
| 14   | 2     | Yancarlos Martínez          | République dominicaine | 20.31 |       |
| 15   | 1     | Christophe Lemaitre         | France                 | 20.34 |       |
| 15   | 3     | Kenji Fujimitsu             | Japon                  | 20.34 |       |
| 17   | 1     | Akani Simbine               | Afrique du Sud         | 20.37 |       |
| 18   | 1     | Warren Weir                 | Jamaïque               | 20.43 |       |
| 19   | 1     | Brendon Rodney              | Canada                 | 20.46 |       |
| 20   | 2     | Abdul Hakim Sani Brown      | Japon                  | 20.47 |       |
| 21   | 2     | Jeremy Dodson               | Samoa                  | 20.53 |       |
| 22   | 2     | Reynier Mena                | Cuba                   | 20.56 |       |
| 23   | 2     | Julian Forte                | Jamaïque               | 20.57 |       |
| 24   | 3     | Kei Takase                  | Japon                  | 20.64 |       |

### Séries
Qualification : les trois premiers de chaque série (Q) et les trois meilleurs temps (q) accèdent aux semi-finales.
| Rang | Série | Nom                         | Nationalité                | Temps | Notes |
| ---- | ----- | --------------------------- | -------------------------- | ----- | ----- |
| 1    | 1     | Ramil Guliyev               | Turquie                    | 20.01 | Q, NR |
| 2    | 2     | Alonso Edward               | Panama                     | 20.11 | Q     |
| 3    | 5     | Zharnel Hughes              | Royaume-Uni                | 20.13 | Q     |
| 4    | 6     | Lykoúrgos-Stéfanos Tsákonas | Grèce                      | 20.14 | Q     |
| 5    | 5     | Julian Forte                | Jamaïque                   | 20.16 | Q     |
| 6    | 5     | Brendon Rodney              | Canada                     | 20.18 | Q, PB |
| 7    | 4     | Justin Gatlin               | États-Unis                 | 20.19 | Q     |
| 8    | 2     | Churandy Martina            | Pays-Bas                   | 20.22 | Q, SB |
| 8    | 7     | Anaso Jobodwana             | Afrique du Sud             | 20.22 | Q     |
| 10   | 5     | Akani Simbine               | Afrique du Sud             | 20.23 | q, PB |
| 11   | 6     | Warren Weir                 | Jamaïque                   | 20.24 | Q, SB |
| 12   | 7     | Femi Ogunode                | Qatar                      | 20.25 | Q     |
| 13   | 1     | Kenji Fujimitsu             | Japon                      | 20.28 | Q     |
| 13   | 3     | Usain Bolt                  | Jamaïque                   | 20.28 | Q     |
| 15   | 2     | Christophe Lemaitre         | France                     | 20.29 | Q     |
| 15   | 3     | Roberto Skyers              | Cuba                       | 20.29 | Q     |
| 17   | 5     | Jeremy Dodson               | Samoa                      | 20.31 | q, SB |
| 18   | 2     | Kei Takase                  | Japon                      | 20.33 | q     |
| 19   | 3     | Yancarlos Martínez          | République dominicaine     | 20.34 | Q     |
| 20   | 4     | Abdul Hakim Sani Brown      | Japon                      | 20.35 | Q     |
| 20   | 6     | Daniel Talbot               | Royaume-Uni                | 20.35 | Q     |
| 22   | 1     | Reynier Mena                | Cuba                       | 20.37 | Q     |
| 23   | 7     | Miguel Francis              | Antigua-et-Barbuda         | 20.38 | Q     |
| 24   | 1     | Hua Wilfried Koffi          | Côte d'Ivoire              | 20.39 | SB    |
| 25   | 4     | Nickel Ashmeade             | Jamaïque                   | 20.40 | Q     |
| 26   | 2     | Bruno de Barros             | Brésil                     | 20.42 |       |
| 27   | 4     | Carvin Nkanata              | Kenya                      | 20.43 |       |
| 27   | 7     | Aaron Brown                 | Canada                     | 20.43 |       |
| 29   | 4     | Jeffrey John                | France                     | 20.48 |       |
| 30   | 2     | Tega Odele                  | Nigeria                    | 20.49 |       |
| 31   | 1     | Mike Mokamba Nyang'Au       | Kenya                      | 20.51 |       |
| 31   | 3     | Julian Reus                 | Allemagne                  | 20.51 |       |
| 31   | 1     | Isiah Young                 | États-Unis                 | 20.51 |       |
| 31   | 7     | Kyle Greaux                 | Trinité-et-Tobago          | 20.51 |       |
| 35   | 3     | Julius Morris               | Montserrat                 | 20.56 |       |
| 36   | 7     | Aldemir da Silva Junior     | Brésil                     | 20.59 |       |
| 37   | 5     | Serhiy Smelyk               | Ukraine                    | 20.60 |       |
| 38   | 6     | Robin Erewa                 | Allemagne                  | 20.67 |       |
| 39   | 4     | Antoine Adams               | Saint-Christophe-et-Niévès | 20.75 |       |
| 40   | 6     | Karol Zalewski              | Pologne                    | 20.77 |       |
| 41   | 5     | Sibusiso Matsenjwa          | Swaziland                  | 20.78 | SB    |
| 42   | 6     | Adama Jammeh                | Gambie                     | 20.81 | SB    |
| 43   | 3     | Teray Smith                 | Bahamas                    | 20.91 |       |
| 44   | 5     | Harold Houston              | Bermudes                   | 20.92 |       |
| 45   | 3     | Sydney Siame                | Zambie                     | 21.08 |       |
| 46   | 2     | Tatenda Tsumba              | Zimbabwe                   | 21.21 |       |
| 47   | 1     | Mohammed Abukhousa          | Palestine                  | 21.36 | SB    |
| 48   | 6     | Mosito Lehata               | Lesotho                    | 21.43 |       |
| 49   | 1     | Liaquat Ali                 | Pakistan                   | 21.55 |       |
| 50   | 2     | Luka Rakić                  | Monténégro                 | 21.86 |       |
| 51   | 4     | Phearath Nget               | Cambodge                   | 22.11 |       |
| 52   | 3     | Mauriel Carty               | Anguilla                   | 22.63 | SB    |
| 53   | 4     | Jerai Torres                | Gibraltar                  | 22.77 | SB    |
| 54   | 2     | Beouch Ngirchongor          | Îles Mariannes du Nord     | 23.93 | NR    |
|      | 7     | Xie Zhenye                  | Chine                      | DQ    |       |
|      | 7     | Álex Quiñónez               | Équateur                   | DQ    |       |
|      | 1     | Ahmed Ali                   | Soudan                     |       |       |
|      | 3     | Rolando Palacios            | Honduras                   |       |       |
|      | 4     | Mohammad Hossein Abareghi   | Iran                       | DNS   |       |
|      | 6     | Wallace Spearmon            | États-Unis                 | DNS   |       |

## Légende
Records et Performances
- AR : Record continental (area record)
- CR : Record des championnats (championship record)
- MR : Record du meeting (meet record)
- NR : Record national (national record)
- OR : Record olympique (olympic record)
- PR : Record paralympique (paralympic record)
- PB : Record personnel (personal best)
- SB : Meilleure performance personnelle de la saison (season's best)
- WL : Meilleure performance mondiale de l'année (world leader)
- WJR : Record du monde junior (world junior record)
- WR : Record du monde (world record)

Circonstances et Conditions
- DNF : N'a pas terminé (did not finish)
- DNS : N'a pas pris le départ (did not start)
- DQ : Disqualification (disqualification)
- NM : Aucun essai valable enregistré (No Mark)
- Q : Qualifié « directement » au prochain tour (ou à la prochaine compétition), lors d'une compétition majeure, grâce au classement ou à la réalisation des minima (automatic qualifier)
- q : Qualifié au prochain tour (ou à la prochaine compétition), lors d'une compétition majeure, grâce au repêchage ou à la réalisation de l'une des meilleures performances parmi celles des « non qualifiés directement » (grâce au meilleur temps ou à la meilleure distance par exemple) (secondary qualifier)